# 13743 Rivkin
13743 Rivkin este un asteroid din centura principală de asteroizi.

## Descriere
13743 Rivkin este un asteroid din centura principală de asteroizi. A fost descoperit pe 17 septembrie 1998 la Stația Anderson Mesa în cadrul programului LONEOS. El prezintă o orbită caracterizată de o semiaxă mare de 2,24 ua, o excentricitate de 0,14 și o înclinație de 4,9° în raport cu ecliptica.